# Altos De Marimezquita, Los Pinarejos Y Muela De Cascante
Altos De Marimezquita, Los Pinarejos Y Muela De Cascante este o arie protejată (arie specială de conservare — SAC, sit de importanță comunitară — SCI) din Spania întinsă pe o suprafață de 3.272,4 ha, integral pe uscat.

## Localizare
Centrul sitului Altos De Marimezquita, Los Pinarejos Y Muela De Cascante este situat la coordonatele 40°14′24″N 1°08′05″W / 40.2399°N 1.13461°V.

## Înființare
Situl Altos De Marimezquita, Los Pinarejos Y Muela De Cascante a fost declarat sit de importanță comunitară în iulie 2000 pentru a proteja 2 specii de animale. Situl a fost protejat și ca arie specială de conservare în februarie 2021.

## Biodiversitate
Situată în ecoregiunea mediteraneană, aria protejată conține 1 habitat natural: Vegetație gipsofilă iberică (Gypsophiletalia).
La baza desemnării sitului se află mai multe specii protejate:
- mamifere (1): vidră de râu (Lutra lutra)
- pești (1): Achondrostoma arcasii

Pe lângă speciile protejate, pe teritoriul sitului au mai fost identificate 5 specii de plante, 5 specii de păsări, 4 specii de amfibieni, 3 specii de mamifere, 4 specii de pești.